# Spencer Ross
Spencer Ross, né le 4 juillet 1981, est un joueur de basket-ball professionnel américain. Il mesure 1,80 m.

## Université
- ???? - 2004 :  Queens University of Charlotte (NCAA 2 )

## Clubs
- 2004 - 2005 :  Chalon-sur-Saône (Pro A)
- 2005 - 2006 :  Horsens IC ( 1er division)
- 2006 - 2007 :  Trier (Basketball-Bundesliga)
- 2007 - 2008 :  Horsens IC ( 1er division)

## Palmarès
- Champion du Danemark en 2006
- Élu meilleur joueur de l'année en 2003 - 2004 en NCAA 2

## Sources
- Maxi-Basket
- Le journal de Saône-et-Loire